# Da Xia

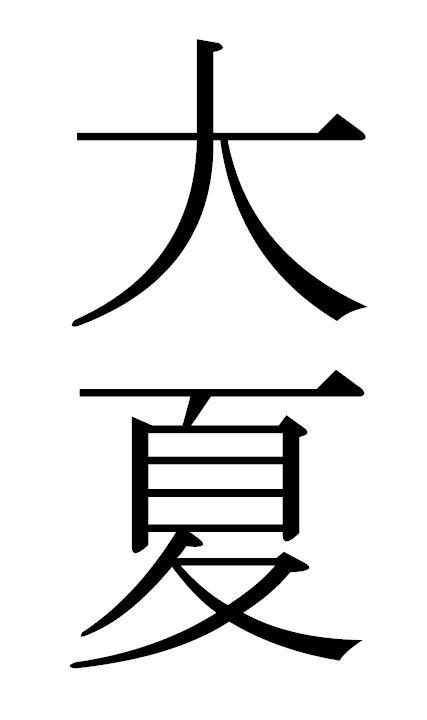
Ideogrammi per «Ta-Hsia» o «Da Xia».

Da Xia, Ta-Hsia, o Ta-Hia (cinese: 大夏; Pinyin: Dàxià) è il nome dato dall'impero Han al territorio della Battria.
Il termine appare in cinese dal III secolo a.C. per identificare il territorio occidentale posto al di fuori dell'influenza dell'impero cinese ("Tian Xia") e noto come Regno greco-battriano, retto da sovrani di stirpe greco-macedone. Fu poi utilizzato dall'esploratore Zhang Qian nel 126 a.C. per indicare la Battria.
Dopo il disgregarsi dell'impero di Alessandro Magno, questa parola per i cinesi indicava l'Impero romano. 